# 集英社の漫画レーベル
- 集英社 > 集英社の漫画レーベル
- 漫画レーベル一覧 > 集英社の漫画レーベル

集英社の漫画レーベル（しゅうえいしゃのまんがレーベル）では、日本の出版社である集英社が刊行する漫画単行本レーベルを列挙する。レーベル名後ろの雑誌名は対応する主な漫画雑誌。

## 男性向け
- ジャンプ コミックス (JC) - 『週刊少年ジャンプ』系列誌　※これのみ新書判。以下の男性向けはB6判。
  - ジャンプ・コミックス デラックス - 『グランドジャンプ』など
- ヤングジャンプ コミックス (YJC) - 『週刊ヤングジャンプ』系列誌
  - ヤングジャンプ コミックス・ウルトラ (YJC・UJ) - 『ウルトラジャンプ』
  - ヤングジャンプ コミックス GJ (YJC・GJ) - 『グランドジャンプ』
- プレイボーイコミックス - 『週刊プレイボーイ』など

## 女性向け
- りぼんマスコットコミックス - 『りぼん』・『Cookie』など　※新書判
- マーガレットコミックス - 『マーガレット』・『別冊マーガレット』・『コーラス』・『Cookie』など
- クイーンズコミックス - 『ヤングユー』・『YOU』・『コーラス』など
- オフィスユーコミックス
- eyesコミックス（ホーム社）

### 総合
- 集英社ホームコミックス（ホーム社）
- ホーム社書籍扱コミックス（ホーム社）

## 廉価版
コンビニ向けの廉価版コミックス。
- 集英社リミックス
  - 集英社ジャンプリミックス
  - 集英社ガールズリミックス
  - 集英社インターナショナルリミックス
  - 集英社ホームリミックス

## 文庫
- 集英社文庫
- ホーム社漫画文庫

## 廃止レーベル

### 男性向け
- ビジネスジャンプ・コミックス - 『ビジネスジャンプ』
- ヤングジャンプ・コミックス・ベアーズ（YJCの下位レーベルとして） - 『ベアーズクラブ』
- SCオールマン - 『MANGAオールマン』
- コンパクト・コミックス - ジャンプ創刊以前の新書単行本レーベル
- ジャンプスーパーコミックス（創美社）
- ジャンプスーパーエース（創美社）
- ケータイ週プレ COMIC
- ヤングジャンプ・コミックス・BJ (YJC・BJ) - 『ビジネスジャンプ』
- ヤングジャンプ・コミックスセレクション（ホーム社）
- ジャンプコミックスセレクション（ホーム社）

### 女性向け
- ぶ〜けコミックス - 『ぶ〜け』※以下、マーガレットコミックスに統合
- セブンティーンコミックス - 『週刊セブンティーン』系列誌
- マーガレットレインボーコミックス（創美社）
- クリムゾンコミックス（創美社）
- YOUコミックス - 『YOU』※以下B6判。クイーンズコミックスに統合が進んでいる。
- YOUNG YOUコミックス - 『ヤングユー』※クイーンズコミックスに統合が進んでいる。

### 総合
- 集英社漫画文庫
- 創美社コミックス（創美社）
- オフィスユーコミックス（発売:集英社）